# Сапиги
Сапиги (лат. Sapygidae) — семейство перепончатокрылых насекомых (Hymenoptera) инфраотряда жалящие (Aculeata). Средней величины насекомые, длиной менее 15 мм. Осы преимущественно чёрного цвета, часто с жёлтыми, белыми, красными или оранжевыми пятнами или лентами. Распространены по всему земному шару.
По данным каталога перепончатокрылых России (2017) в мире более 66 видов (12 родов), в Палеарктике 31 (6), в России 9 видов (5 родов).

## Биология
Их личинки являются инквилинами (клептопаразиты и эктопаразитоиды) в гнездах одиночных пчел — мегахил и ксилокоп, а также общественных ос (Megachilidae, Anthophoridae, Eumeninae). Вышедшая из яйца личинка осы сначала поедает яйцо пчелы-хозяина, а затем начинает питаться медовым тестом, приготовленным пчелой-матерью для своей личинки.

## Классификация
- Fedtschenkiinae
  - Fedtschenkia
- Sapyginae
  - Araucania
  - Asmisapyga
  - Dasysapyga van Loon, 2024[3]
    - Dasysapyga picta van Loon, 2024

  - Eusapyga
  - Huarpea[4]
  - Krombeinopyga
  - Monosapyga
  - Parasapyga[5]
  - Polochridium
  - Polochrum
  - Sapyga
  - Sapygina

## Обычные виды
- Eusapyga verticalis
- Sapyga clavicornis (Linnaeus, 1758)
- Sapyga similis (Fabricius, 1793)
- Sapyga quinquepunctata (Fabricius, 1781)